# Andrew Gilbert-Scott

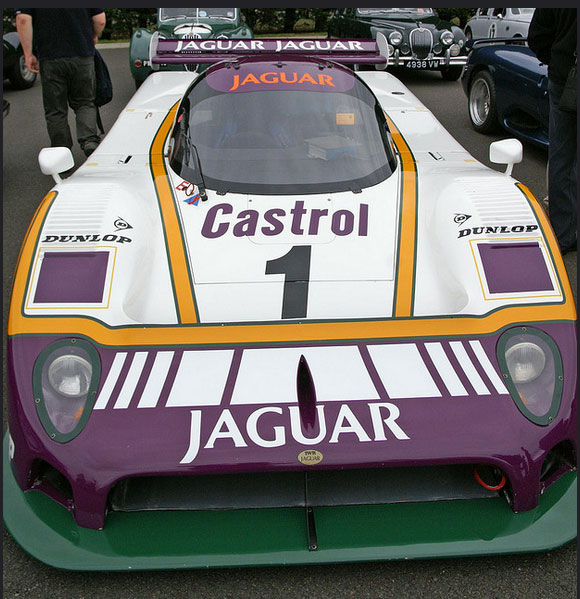
Jaguar XJR-9; Einsatzwagen von Jan Lammers, Patrick Tambay und Andrew Gilbert-Scott beim 24-Stunden-Rennen von Le Mans 1989

Andrew Michael Gilbert-Scott (* 11. Juli 1958 in Cookham) ist ein ehemaliger britischer Autorennfahrer.

## Familie
Andrew Gilbert-Scott entstammt der im Vereinigten Königreich populären Familie Gilbert-Scott. Bekannt waren die beiden Architekten Giles Gilbert Scott und George Gilbert Scott. Giles Gilbert-Scott designte die legendären britischen roten Telefonzellen und entwarf die Liverpool Cathedral. George Gilbert-Scott war der unter anderen der Architekt der Nikolaikirche in Hamburg und des Albert Memorial im Londoner Hyde Park. Die Familie seiner Mutter besitzt die Morgan Motor Company.

## Karriere als Rennfahrer
Andrew Gilbert-Scott begann seine Fahrerkarriere 1980 in der Formel Ford. Nach einem dritten Rang 1980, gewann er 1983 die britische Meisterschaft. Durch den Wechsel in die Formel 3 kam er zum ersten Mal nach Japan, wo er in Zukunft eine Vielzahl an Rennen bestritt. Neben seinen Monopostoengagements fuhr er parallel Sportwagen- und GT-Rennen.

### Monopostorennen
Andrew Gilbert-Scott ging nach zwei Saisons in der Britischen Formel-3-Meisterschaft an 1987 im japanischen Championat an den Start. 1988 beendete er die Meisterschaft an der sechsten Stelle der Endwertung (Meister Akihiko Nakaya). Zu den Rennstarts in der Formel 3 kamen im weiteren Verlauf seiner Karriere auch Meldungen in der Formel 3000. 1989, dem ersten Jahr der britischen Meisterschaft, wurde er für das Team von Eddie Jordan hinter Gary Brabham Jahreszweiter. Dieselbe Position erreichte er 1994 in der japanischen Meisterschaft (Meister Marco Apicella). Der Höhepunkt seiner Monopostokarriere war der Formel-1-Testfahrervertrag bei Jordan Grand Prix 2001.

### Sportwagen – und GT-Rennen
Andrew Gilbert-Scott war viele Jahre in der japanischen Super GT engagiert, wo er 1993 die Class 2 der Vorgängermeisterschaft, der All Japan Touring Car Championship, gewann. Zweimal startete er beim 24-Stunden-Rennen von Le Mans. 1989 beendete er das Rennen im Werks-Jaguar XJR-9LM mit Patrick Tambay und Jan Lammers als Gesamtvierter.

## Der Unfall von Hitoshi Ogawa
Am 24. Mai 1992 war Andrew Gilbert-Scott in den schweren Unfall von Hitoshi Ogawa verwickelt. In der 27 Runde des Formel-3000-Rennen in Suzuka kollidierte Ogawa auf der Start-Ziel-Geraden mit seinem Lola T92/50 beim Versuch den Reynard 92D von Andrew Gilbert-Scott zu überholen, mit diesem. Beide Fahrzeuge kamen von der Strecke ab und prallten in der ersten Kurve in die Streckenbegrenzung. Während der Wagen von Gilbert-Scott umgestürzt im Kiesbett liegenblieb, flog der Wagen von Ogawa über die Leitplanke und blieb zwischen dieser und einem Gerüst für eine Fernsehkamera hängen. Ogawa erlitt schwere Verletzungen an seinen Beinen und am Kopf und starb auf dem Weg ins Krankenhaus. Neben Gilbert-Scott erlitten der Kameramann und mehrere Fotografen ebenfalls schwere Verletzungen.

## Nach der Fahrerkarriere
Nach seinem Rücktritt als Fahrer arbeitete er als Fahrermanager. Unter anderen betreute er Takuma Satō von 2001 bis 2009.

## Statistik

### Le-Mans-Ergebnisse
| Jahr | Team               | Fahrzeug       | Teamkollege     | Teamkollege    | Platzierung | Ausfallgrund |
| ---- | ------------------ | -------------- | --------------- | -------------- | ----------- | ------------ |
| 1989 | Silk Cut Jaguar    | Jaguar XJR-9LM | Jan Lammers     | Patrick Tambay | Rang 4      |              |
| 1997 | Gulf Team Davidoff | McLaren F1 GTR | Masanori Sekiya | Ray Bellm      | Ausfall     | Wagenbrand   |